# The Rugby Championship 2014
El Rugby Championship 2014, por motivos de patrocinio «Personal Rugby Championship» en Argentina, «The Castrol Edge Rugby Championship» en Australia, «The Investec Rugby Championship» en Nueva Zelanda y «The Castle Rugby Championship» en Sudáfrica, es la tercera edición del torneo comenzado en 2012, que incluye a los tres seleccionados de las asociaciones miembro de la SANZAAR: Australia, Sudáfrica y Nueva Zelanda, y al seleccionado de Argentina.
Esta edición comenzó el 16 de agosto y terminó el 4 de octubre. Hubo nuevas sedes, como la ciudad de Salta que reemplazó a la ciudad de Rosario y Napier, otra sede debutante, que reemplazó a Hamilton. Por otro lado Gold Coast y Pretoria volvieron a albergar el torneo después de 2012.
En esta temporada se produjo el primer empate y la primera derrota de los All Blacks en el Rugby Championship, además de la primera victoria de los Pumas.

## Modo de disputa
El torneo se disputa con el sistema de todos contra todos a dos series, de ida y vuelta. Cada partido dura 80 minutos divididos en dos partes de 40 minutos.
Los cuatro participantes se agrupan en una tabla general teniendo en cuenta los resultados de los partidos mediante un sistema de puntuación, la cual se reparte:
- 4 puntos por victoria.
- 2 puntos por empate.
- 0 puntos por derrota.

También se otorga punto bonus, ofensivo y defensivo:
- El punto bonus ofensivo se obtiene al marcar cuatro (4) o más tries.
- El punto bonus defensivo se obtiene al perder por una diferencia de hasta siete (7) puntos.

Para determinar la posición de cada equipo, se utiliza la cantidad de puntos obtenidos y en el caso de que exista un empate en puntos, la posición se determinará a favor de aquel equipo que cumpla con el siguiente listado, y de no existir diferencia, la posición se sorteará.
1. Más cantidad de victorias obtenidas.
2. Más cantidad de victorias contra el otro equipo en cuestión.
3. Mayor diferencia de puntos (puntos a favor menos puntos en contra).
4. Mayor diferencia de puntos (puntos a favor menos puntos en contra) en los partidos entre ambos equipos.
5. Mayor cantidad de tries anotados en la competencia.

## Equipos participantes
| Argentina | Australia | Nueva Zelanda | Sudáfrica  |
| --------- | --------- | ------------- | ---------- |
| Pumas     | Wallabies | All Blacks    | Springboks |

## Sedes
| Argentina                        | Argentina                  | Argentina                   |
| Salta                            | La Plata                   | Mendoza                     |
| -------------------------------- | -------------------------- | --------------------------- |
| Estadio Padre Ernesto Martearena | Estadio Ciudad de La Plata | Estadio Malvinas Argentinas |
| Capacidad: 20 408                | Capacidad: 53 000          | Capacidad: 45 268           |
|                                  |                            |                             |
| Australia                        |                            |                             |
| Sídney                           | Perth                      | Gold Coast                  |
| ANZ Stadium                      | Patersons Stadium          | Skilled Park                |
| Capacidad: 84 000                | Capacidad: 43 500          | Capacidad: 27 400           |
|                                  |                            |                             |
| Sudáfrica                        |                            |                             |
| Pretoria                         | Ciudad del Cabo            | Johannesburgo               |
| Estadio Loftus Versfeld          | DHL Newlands               | Estadio Ellis Park          |
| Capacidad: 51 762                | Capacidad: 51 900          | Capacidad: 62 567           |
|                                  |                            |                             |
| Nueva Zelanda                    |                            |                             |
| Auckland                         | Napier                     | Wellington                  |
| Eden Park                        | McLean Park                | Westpac Stadium             |
| Capacidad: 50 000                | Capacidad: 22 000          | Capacidad: 36 000           |
|                                  |                            |                             |

## Tabla de posiciones
| Pos. | Equipo        | Encuentros | Encuentros | Encuentros | Encuentros | Tantos | Tantos | Tantos | Bonus | Bonus | Puntos |
| Pos. | Equipo        | PJ         | PG         | PE         | PP         | F      | C      | Dif    | BO    | BD    | Puntos |
| ---- | ------------- | ---------- | ---------- | ---------- | ---------- | ------ | ------ | ------ | ----- | ----- | ------ |
| 1    | Nueva Zelanda | 6          | 4          | 1          | 1          | 164    | 91     | +73    | 3     | 1     | 22     |
| 2    | Sudáfrica     | 6          | 4          | 0          | 2          | 134    | 110    | +24    | 1     | 2     | 19     |
| 3    | Australia     | 6          | 2          | 1          | 3          | 115    | 160    | -45    | 0     | 1     | 11     |
| 4    | Argentina     | 6          | 1          | 0          | 5          | 105    | 157    | -52    | 0     | 3     | 7      |

|  |                                      |
|  | Campeón del Rugby Championship 2014. |

## Resultados
BO: Punto de bonificación ofensivo.
BD: Punto de bonificación defensivo.
Primera fecha
| 16 de agosto, 20:05 (UTC+10)           | Australia                              | 12 - 12 | Nueva Zelanda                          | ANZ Stadium, Sídney     |                         |
|                                        | Penales Beale (4/4) 11', 44', 55', 69' | Reporte | Penales 3', 16', 21', 59' Cruden (4/4) | Árbitro(s): Jaco Peyper | Árbitro(s): Jaco Peyper |
| 38' Crockett (NZL) · 69' Barrett (NZL) |                                        |         |                                        |                         |                         |

| 16 de agosto, 17:05 (UTC+2) | Sudáfrica                                                                                | 13 - 6 BD | Argentina                     | Loftus Versfeld, Pretoria |                        |
|                             | Tries Pienaar 1' Conversiones Pollard 1' Penales Pollard (1/1) 16' Morné Steyn (1/1) 50' | Reporte   | Penales 7', 42' Sánchez (2/2) | Árbitro(s): John Lacey    | Árbitro(s): John Lacey |

Segunda fecha
| 23 de agosto, 19:35 (UTC+12)                           | Nueva Zelanda | BO 51 - 20 | Australia                                                                                | Eden Park, Auckland     |                         |
|                                                        | Tries Savea 30' McCaw 53', 59' Luatua 80' Conversiones Cruden (5/5) 28', 31', 55', 60', 80' Penales Cruden (3/3) 5', 7', 17' Try penal: 27' Drop Cruden 50' | Reporte    | Tries 61' Folau 64' Hooper Conversiones 62', 65' Beale (2/2) Penales 1', 13' Beale (2/2) | Árbitro(s): Roman Poite | Árbitro(s): Roman Poite |
| 12' McCaw (NZL) · 22' Simmons (AUS) · 76' Franks (NZL) | |            |                                                                                          |                         |                         |

| 23 de agosto, 16:40 (UTC-3) | Argentina | BD 31 - 33 | Sudáfrica | Estadio Padre Martearena, Salta |                         |
|                             | Tries Montero 25' Cubelli 46' Tuculet 50' Conversiones Sánchez (2/3) 26', 47' Penales Sánchez (2/2) 3', 55' Bosch (1/1) 73' Drop Hernández 12' | Reporte    | Tries 31' Habana 59' Hendricks 68' Coetzee Conversiones 32' Pollard (1/1) 59', 69' Morné Steyn (2/2) Penales 10', 22', 29' Pollard (3/3) 76' Morné Steyn (1/1) | Árbitro(s): Steve Walsh         | Árbitro(s): Steve Walsh |

Tercera fecha
| 6 de septiembre, 19:35 (UTC+12) | Nueva Zelanda | BO 28 - 9 | Argentina                           | McLean Park, Napier        |                            |
|                                 | Tries Savea 26', 43' Messam 40' Smith 72' Conversiones Slade (1/1) 72' Barrett (0/3) Penales Barrett (1/1) 15' Slade (1/2) 64' | Reporte   | Penales 18', 32', 62' Sánchez (3/3) | Árbitro(s): Pascal Gauzere | Árbitro(s): Pascal Gauzere |

| 6 de septiembre, 18:05 (UTC+8) | Australia                                                                                    | 24 - 23 BD | Sudáfrica                                                                                                | Patersons Stadium, Perth  |                           |
|                                | Tries Folau 1' Horne 77' Conversiones Foley (1/2) 78' Penales Foley (4/4) 16', 27', 41', 68' | Reporte    | Tries 12' Hendricks Conversiones Morné Steyn (0/1) Penales 6', 18', 24', 44', 48', 62' Morné Steyn (6/6) | Árbitro(s): George Clancy | Árbitro(s): George Clancy |
| 65' Habana (SUD)               |                                                                                              |            | |                           |                           |

Cuarta fecha
| 13 de septiembre, 19:35 (UTC+12) | Nueva Zelanda                                                                             | 14 - 10 BD | Sudáfrica                                                           | Westpac Stadium, Wellington |                           |
|                                  | Tries McCaw 46' Conversiones Cruden (0/1) Penales Cruden (2/3) 10', 23' Barrett (1/1) 66' | Reporte    | Tries 15' Hendricks Conversiones 16' Pollard Drop 55' Pollard (1/1) | Árbitro(s): Jérôme Garcès   | Árbitro(s): Jérôme Garcès |

| 13 de septiembre, 20:05 (UTC+8) | Australia                                                                                            | 32 - 25 BD | Argentina                                                                                          | Skilled Park, Gold Coast |                          |
|                                 | Tries Hooper 2', 43' Betham 59' Conversiones Foley (1/3) 44' Penales Foley 15', 38', 40'+1, 54', 73' | Reporte    | Tries 6' Montero 63' Bosch 70' Tuculet Conversiones 7', 65' Sánchez (2/3) Penales 49', 57' Sánchez | Árbitro(s): Glen Jackson | Árbitro(s): Glen Jackson |

Quinta fecha
| 27 de septiembre, 17:05 (UTC+2) | Sudáfrica | BO 28 - 10 | Australia                                                                    | DHL Newlands, Ciudad del Cabo |                         |
|                                 | Tries Coetzee 12' De Villiers 71', 80' Lambie 78' Conversiones Pollard (0/1) Lambie 80' (1/3) Penales Pollard (1/1) 43' Drop Lambie 69' | Reporte    | Tries 25' Ashley-Cooper Conversiones 27' Foley (1/1) Penales 24' Foley (1/1) | Árbitro(s): Nigel Owens       | Árbitro(s): Nigel Owens |

| 27 de septiembre, 19:10 (UTC-3) | Argentina                                                                                | 13 - 34 BO | Nueva Zelanda | Estadio Ciudad de La Plata, La Plata |                           |
|                                 | Tries Agulla 78' Conversiones González Iglesias (1/1) 79' Penales Sánchez (2/3) 16', 35' | Reporte    | Tries 11' Smith 24' Dagg 56' Savea 67' TJ Perenara Conversiones 12', 25', 57', 68' Barrett (4/4) Penales 3', 8' Barrett (2/2) | Árbitro(s): Craig Joubert            | Árbitro(s): Craig Joubert |

Sexta fecha
| 4 de octubre, 17:05 (UTC+2) | Sudáfrica                                                                                                   | 27 - 25 BD | Nueva Zelanda                                                                                     | Coca-Cola Park, Johannesburgo |                          |
|                             | Tries Houggard 11' Pollard 26', 39' Conversiones Pollard (3/3) 12', 27', 39' Penales Pollard 46' Lambie 78' | Reporte    | Tries 32' Fekitoa 64' Smith 69' Coles Conversiones 33', 65' Barrett (2/3) Penales 8', 23' Barrett | Árbitro(s): Wayne Barnes      | Árbitro(s): Wayne Barnes |

| 4 de octubre, 19:40 (UTC-3)         | Argentina                                                                                 | 21 - 17 BD | Australia                                                                             | Estadio Malvinas Argentinas, Mendoza |                         |
|                                     | Tries Senatore 34' Imhoff 52' Conversiones Sánchez (1/2) 53' Penales Sánchez 40' 43', 74' | Reporte    | Tries 2' Kuridrani 12' Higginboham Conversiones 3', 13' Foley (2/2) Penales 47' Foley | Árbitro(s): Nigel Owens              | Árbitro(s): Nigel Owens |
| 42' Phipps (AUS) · 73' Hooper (AUS) |                                                                                           |            |                                                                                       |                                      |                         |

| Bandera de Nueva Zelanda            |
| Campeón Nueva Zelanda Tercer título |

## Estadísticas individuales
| Nicolás Sánchez | 6 | 52 |
| Bernard Foley   | 6 | 43 |
| Handré Pollard  | 6 | 43 |
| Aaron Cruden    | 6 | 37 |
| Beauden Barrett | 6 | 30 |

| Julian Savea     | 6 | 4 |
| Cornal Hendricks | 6 | 3 |
| Michael Hooper   | 6 | 3 |
| Richie McCaw     | 6 | 3 |
| Ben Smith        | 6 | 2 |

## Cobertura mundial
TV paga
- Australia: Fox Sports
- Nueva Zelanda: Fox Sports
- Sudáfrica: SuperSport (todos los partidos)
- Latinoamérica: ESPN Latinoamérica
- Brasil: ESPN Brasil, BandSports y SporTV
- Estados Unidos: ESPN y DirecTV

TV abierta
- Argentina: Canal 7 (Solo se transmiten en directo los partidos de Los Pumas en condición de local y visitante, ocasionalmente se emite en diferido).

- Australia: Seven Network (solo se transmiten en vivo los partidos de los Wallabies de local y visitante).